# Tenkō

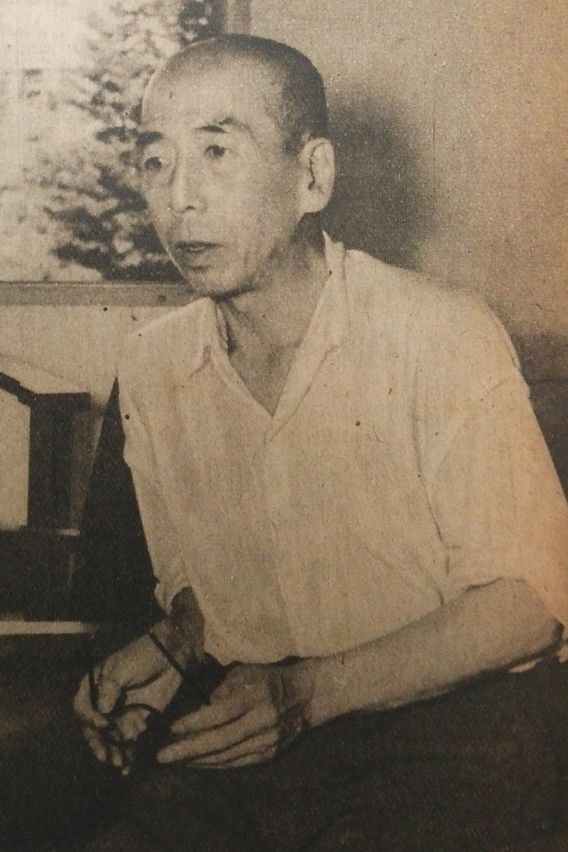
Sano Manabu, einer der bekanntesten Kommunisten, der tenkō beging, im Jahr 1948

Tenkō (jap. 転向/Kyūjitai 轉向, deutsch: Wendung, Umkehrung, Bekehrung, Konversion) bezeichnet die politische Konversion zahlreicher japanischer Sozialisten, die sich in den Jahren 1925 bis 1945 von der linken Bewegung oder Weltanschauung lossagten und nicht selten zum Nationalismus bekannten. Eine politische Konversion konnte ohne direkte Repression des Staates vonstattengehen, fand jedoch zumeist unter starkem Leidensdruck in Gefängnissen, Zuchthäusern oder Untersuchungshaftanstalten statt. Als Beweggründe für tenkō nannten inhaftierte Sozialisten meist das Erwachen ihres Nationalbewusstseins, familiäre Gründe oder die Entdeckung theoretischer Widersprüche im Marxismus.
Die bekanntesten Fälle von tenkō ereigneten sich im Juni 1933, als Sano Manabu und Nabeyama Sadachika, zwei inhaftierte Führungsfiguren der illegalen Kommunistischen Partei Japans (KPJ), sich in einem offenen Brief von der Kommunistischen Internationalen (Komintern) und der Strategie der gewaltsamen Revolution lossagten und einen spezifisch japanischen, nationalen Sozialismus unter kaiserlicher Obhut einforderten. Ihre Mitteilung löste eine massenhafte Abkehrbewegung von den Institutionen und Ideen des Kommunismus aus, die in Japan als tenkō-Phänomen (転向現象, tenkō genshō) Bekanntheit erlangte. In den Folgejahren erweiterte sich die Bandbreite der von Konvertiten widerrufenen Überzeugungen im selben Maße, in dem der zunehmend autoritäre japanische Staat die Grenzen des legal Denk- und Sagbaren verengte.

## Wortherkunft
Direkt übersetzt heißt tenkō schlicht "Richtungsänderung", da sich das Kompositum aus den sinojapanischen Schriftzeichen für 転, ten (dt. „Änderung, Drehung“) bzw. 転ぶ, korobu (dt. „drehen, umfallen; sich bekehren“) und 向, kō (dt. „Richtung, Tendenz“) bzw. 向かう, mukau (dt. „sich wenden, ausrichten“) zusammensetzt.

### 1930 bis 1945
Seine hauptsächliche Bedeutung erhielt tenkō im Sommer 1933, als Sano Manabu und Nabeyama Sadachika – zwei inhaftierte Führungsfiguren der illegalen Kommunistischen Partei Japans – sich in einem offenen Brief von der Kommunistischen Internationalen (Komintern) und der Strategie der gewaltsamen Revolution lossagten und einen spezifisch japanischen, nationalen Sozialismus unter kaiserlicher Obhut einforderten. Japanische Journalisten benannten ihre Kehrtwende als tenkō, woraufhin diese Bezeichnung schnell in das kollektive Gedächtnis überging.
Mitte der 1930er-Jahre wurde die Bezeichnung im Schrifttum der japanischen Polizei, der Gefängnisbehörden und der Justiz geläufig. Die staatlichen Stellen verstanden unter tenkō das Loslassen von – aus ihrer Perspektive – „gefährlichen Weltanschauungen“ (危険思想, kiken shisō), vor allem Kommunismus und Anarchismus. Der Definitionsinhalt erweiterte sich in den Folgejahren um sozialdemokratisches und liberales Gedankengut. Mit den Bemühungen des japanischen Staates um Gleichschaltung und Mobilisierung der Bevölkerung für den Zweiten Chinesisch-Japanischen Krieg ab 1937 transzendierte tenkō zudem seinen negativen Charakter und wurde zum affirmativen Bekenntnis zu Staat, Nation und Kaiserhaus.

### 1945 bis heute
Mit dem Beginn der amerikanischen Besatzung nach dem Ende des Zweiten Weltkrieges änderten sich die politischen und gesellschaftlichen Umstände der Zeit beträchtlich. Nun diente tenkō als moralischer Gradmesser für vor und nach dem Krieg aktive Intellektuelle. Politische Konvertiten sahen sich der Kritik ausgesetzt, den von Militär und Regierung angezettelten Krieg unterstützt, oder nicht standhaft genug opponiert zu haben. Lediglich jene Handvoll unbeugsamer Kommunisten, die trotz langer Haftstrafen ihre ideologischen Überzeugungen bewahrt hatten, konnten sich als moralisch einwandfrei Handelnde inszenieren.
In der politisch aufgeladenen Atmosphäre der 1960er-Jahre kam die Bezeichnung erneut auf; diesmal bedeutete tenkō die Fügung von Protagonisten der Studentenbewegung in den Konformitätsdruck der japanischen Arbeitswelt. Retrospektiv wird tenkō zudem auf die Wendungen japanischer Intellektueller der Moderne von progressiven zu konservativen und nationalistischen Positionen übertragen.

## Gesetzliche Grundlagen
Politische Konversionen fanden häufig bei inhaftierten Sozialisten statt. Die gesetzliche Grundlage der strafrechtlichen Verfolgung war das 1925 verabschiedete und mehrfach verschärfte „Gesetz zur Aufrechterhaltung der öffentlichen Sicherheit“ (治安維持法, chian iji hō), das sich speziell gegen Kommunisten und Anarchisten richtete. Zur Kontrolle und Überwachung der unter diesem Gesetz Angeklagten oder Verurteilten nach ihrer Entlassung kam 1936 das „Gesetz zum Schutz und zur Überwachung von Weltanschauungstätern“ (思想犯保護観察法, shisōhan hogo kansatsu hō) hinzu, dessen Ziel die Resozialisierung der „Weltanschauungstäter“ nach ihrem tenkō und die Vermeidung von Rückfällen war. Beide Gesetze wurden 1945 durch die US-Besatzungsbehörden (GHQ) abgeschafft.

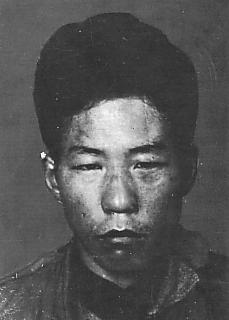
Namba Daisuke, der 1923 mit einem Attentat auf Prinzregent Hirohito scheiterte

Die Verfolgung subversiver Ideologien hatte bereits in der Meiji-Zeit durch das 1900 verabschiedete „Polizei- und Ordnungsgesetz“ (治安警察法, chian keisatsu hō) sowie diverse Zeitungs- und Pressegesetze begonnen. In den 1920er-Jahren rückte diese „Bedrohung“ erneut ins Blickfeld des Heimat- bzw. Justizministeriums. Konservative Beamte drängten auf Bändigung „gefährlicher Weltanschauungen“, speziell Kommunismus und Anarchismus. Eine Gesetzesvorlage namens „Gesetz zur Kontrolle radikaler sozialer Bewegungen“ (過激社会運動取締法, kageki shakai undō torishimari hō) kam im Parlament nach heftigen Protesten der Arbeiterbewegung indes nicht über den Status eines Entwurfs hinaus. Den Glauben an die Notwendigkeit eines neuen Gesetzes zur Handhabe gegen radikale Bewegungen bestärkten indes sowohl neue Erkenntnisse über internationale Kontakte der illegalen Kommunistischen Partei Japans zur Komintern in Moskau, als auch ein missglückter Attentatsversuch auf den Kronprinzen und späteren Kaiser Hirohito am 27. Dezember 1923 durch Namba Daisuke, einen Sympathisanten der Kommunisten, welcher unter dem Namen Toranomon-Zwischenfall (虎ノ門事件, toranomon jiken) Bekanntheit erlangte.

### Gesetz zur Aufrechterhaltung der öffentlichen Sicherheit 1925
Aus den Befürchtungen um das subversive Potenzial der sozialistischen Bewegung resultierte das Gesetz zur Aufrechterhaltung der öffentlichen Sicherheit, das am 19. Februar 1925 in Kraft trat. Allerdings gingen die Bezeichnungen „Kommunismus“ oder „Anarchismus“ aufgrund von Definitionsproblemen nicht in den Gesetzestext ein. Stattdessen griffen die Gesetzgeber auf das moralisch aufgeladene und unpräzise Wort kokutai (dt. etwa: Nationalwesen) zurück. Die Erhebung dieser bis 1929 undefiniert gebliebenen Bezeichnung zum Rechtsterminus signalisierte die Verknüpfung von Legalität mit Moralität und erschuf in Mitchells Worten eine legal hydra („rechtliche Hydra“), die Polizei und Strafverfolgungsbehörden weitreichende Befugnisse eröffnete. Artikel 1 des Gesetzes stellte die Gründung von bzw. wissentliche Mitgliedschaft in einer Organisation mit dem „Ziel der Veränderung des kokutai oder der Ablehnung des Systems des Privateigentums“ unter Strafe von bis zu zehn Jahren Gefängnis oder Zuchthaus. Auf Agitation, finanzielle oder persönliche Unterstützung solcher Vorhaben standen geringere Strafen. 1928 wurde das Höchststrafmaß auf die Todesstrafe ausgedehnt und 1941 das Gesetz erneut verschärft. Insgesamt wurden zwischen 1928 und 1941 aufgrund des Gesetzes rund 66.000 Personen festgenommen. Allerdings wurden nur rund 5.600 angeklagt und nur eine Person zum Tode verurteilt.

### Gesetz zum Schutz und zur Überwachung von Weltanschauungstätern 1936
Mitte der 1930er-Jahre war die Zahl der unter dem Gesetz zur Aufrechterhaltung der öffentlichen Sicherheit angeklagten und aus der Haft entlassenen Personen auf über 10.000 gestiegen. Darunter befanden sich sowohl jene, die nach Einschätzung der Behörden ihrer Weltanschauung glaubwürdig abgeschworen hatten, als auch jene, die nicht oder nicht ausreichend tenkō (非転向, hitenkō) begangen hatten, aber beispielsweise aus Mangel an Beweisen freigelassen wurden. Die entlassenen Konvertiten und Nicht-Konvertiten stellten für Justiz und Polizei nach wie vor eine Bedrohung dar. Unzureichend und nicht Konvertierte sollten daher ebenso überwacht werden wie Konvertiten, bei denen die Gefahr eines Rückfalls in alte Denkmuster bestand, die durch diverse Erschwernisse, beispielsweise bei der Arbeitssuche, noch verschärft wurde.
Um eine effektive Kontrolle der Nicht-Konvertiten und eine erfolgreiche Resozialisierung der Konvertiten zu gewährleisten, verabschiedete das Parlament am 18. Mai 1936 das Gesetz zum Schutz und zur Überwachung von Weltanschauungstätern. Auf der Grundlage dieses Gesetzes wurden politische Konvertiten zwei Jahre lang überwacht und kontrolliert. Falls möglich, wurde eine private Aufsichtsperson abgestellt. Ferner wurde eine Reihe von halbamtlichen Vereinen eingerichtet. Diese funktionierten nach dem Vorbild der 帝国更新会, Teikoku kōshinkai (dt. Kaiserliche Erneuerungsgesellschaft) in Tōkyō, einer Resozialisierungseinrichtung für auf Bewährung Entlassene, die eine eigene Abteilung für „Weltanschauungstäter“ eingerichtet hatte. Dort fanden politischen Konvertiten materielle Unterstützung ebenso wie Beratungs- und Betreuungsangebote sowie wöchentliche Diskussionsgruppen. Die gesamte Strategie zielte auf die Resozialisierung der „Weltanschauungstäter“ ab.

## Entwicklung destenkō-Phänomens
Abweichungen von dem sich beständig ändernden Kurs der KPJ und in Erweiterung der Kommunistischen Internationalen in Moskau speziell gab es in der von ideologischen Grabenkämpfen reichen sozialistischen Bewegung Japans bereits seit der Gründung der ersten KPJ im Jahr 1923. Die Bezeichnung tenkō wurde einigen dieser Richtungswechsel rückblickend übergestülpt, nicht jedoch bevor Sano und Nabeyama gewissermaßen die Blaupause der politischen Konversion lieferten.

### Konversion von Sano und Nabeyama

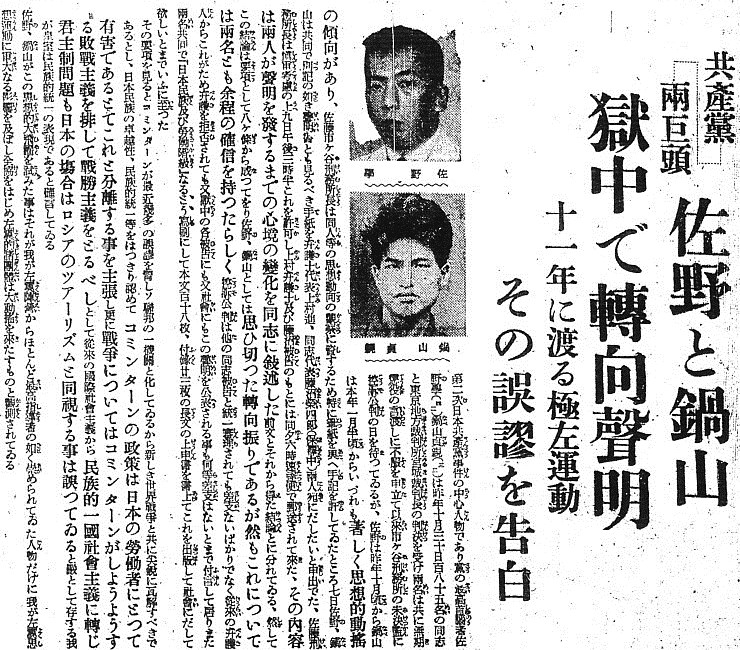
Zeitungsbericht in der Asahi Shimbun vom 10. Juni 1933 über die Erklärung Sanos und Nabeyamas

Sano und Nabeyama hatten seit dem 1. Dezember 1927 dem Führungskomitee der KPJ angehört und waren nach ihrer Festnahme auf der Grundlage des Gesetzes zur Aufrechterhaltung der öffentlichen Sicherheit im Oktober 1932 zu lebenslangen Haftstrafen verurteilt worden. Nach der Urteilsverkündung wurden Sano und Nabeyama in das Ichigaya-Gefängnis in Tokio verlegt. Von dort kam im Sommer 1933 die eingangs erwähnte Erklärung. Im Juli 1933 veröffentlichte die linke Zeitschrift Kaizō den Wortlaut der „Mitteilung an die mitangeklagten Genossen“ (共同被告同志に告ぐる書, Kyōdō hikoku dōshi ni tsuguru sho) betitelten Verlautbarung. Darin sagten sich Sano und Nabeyama von der Komintern und der Strategie der gewaltsamen Revolution los und forderten einen spezifisch japanischen, nationalen Sozialismus unter kaiserlicher Obhut ein.

### Konversion japanischer Kommunisten
Ihre Kehrtwende ließ einstige Genossen Sano und Nabeyama als „Verräter“, „Spione“ und „Sozialfaschisten“ brandmarken. Die aus Mitteln des Justizministeriums finanzierte Bekanntmachung der Mitteilung unter inhaftierten kommunistischen Schriftstellern, Kritikern und Politaktivisten löste indes eine gänzlich andere Reaktion aus. Innerhalb eines Monats sagte sich knapp ein Drittel (548 von 1762) der in Gefängnissen und Untersuchungshaftanstalten inhaftierten Mitglieder und Sympathisanten von der KPJ los. Später trennten sich immer mehr Menschen von der Partei und ihren Frontorganisationen. Mitte der 1930er-Jahre war die Zahl der Abtrünnigen auf knapp drei Viertel aller inhaftierten Genossen (324 von 438) angewachsen.
Zu diesem Zeitpunkt hatte die Partei innerhalb der japanischen Gesellschaft de facto aufgehört zu existieren. Einige Führungskader gingen ins Exil nach China; im Inland blieb lediglich eine Handvoll versprengter Splittergruppen aktiv. Die Desintegration der KPJ gab den Behörden Anlass zur Sorge, Kommunisten könnten ihre geheimen Aktivitäten in halblegale oder bislang nur lose mit der KPJ assoziierte Organisationen verlagern. Dies geschah beispielsweise bei der „Japanischen Liga Proletarischer Schriftsteller“ (日本プロレタリア作家同盟, Nihon puroretaria sakka dōmei), der einflussreichsten Schriftstellervereinigung der Proletarischen Literaturbewegung, in der 1932 Parteigänger der KPJ die Kontrolle übernahmen. Unter dem Druck von Polizei und Justiz, aber auch aufgrund interner Zerwürfnisse, löste sich die Liga im Februar 1934 auf und die meisten Romanciers konvertierten. Honda Shūgo schätzte, dass mindestens 95 Prozent der proletarischen Schriftsteller tenkō begingen.
Polizei, Justiz und Gefängnisbehörden analysierten jeden tenkō-Fall und kategorisierten ihn anhand persönlicher Motive, wobei Polizeigewalt, Folter oder Drohungen sich nicht in der Auswertung wiederfinden. Die gewonnenen Erkenntnisse veröffentlichte das Justizministerium in mehreren Studien. Ein Beispiel solcher Studien sind die im März 1943 veröffentlichten „Untersuchungen wegen Weltanschauungsverbrechen unter Beobachtung befindlicher Subjekte“ (思想犯保護対象者に関する諸調査, shisōhan hogo taishōsha ni kansuru shochōsa) unter 2888 Personen (2710 Männer, 178 Frauen). Es fällt auf, dass die Befragten ihre politische Konversion häufig mit dem Erwachen ihres Nationalbewusstseins, familiären Gründen und der Entdeckung theoretischer Widersprüche begründen. Einige Forscher warnen jedoch davor, derlei Angaben für bare Münze zu nehmen. Max Ward verweist mit dem Historiker Itō Akira darauf, dass Motivationen wie Liebe zur Familie nicht plötzlich im Moment der Festnahme auftauchten, sondern schlicht einen Ausweg aus der geschlagenen kommunistischen Bewegung eröffneten.
| Gründe der Konversion / Verbotene Weltanschauung | Gesamt | (Religiöser) Glaube | Familiäre Gründe | Entdeckung theoretischer Widersprüche | National- bewusstsein | Gesundheitliche Gründe | Reue durch Inhaftierung | Andere Gründe |
| ------------------------------------------------ | ------ | ------------------- | ---------------- | ------------------------------------- | --------------------- | ---------------------- | ----------------------- | ------------- |
| Kommunismus                                      | 2403   | 52                  | 677              | 299                                   | 768                   | 232                    | 299                     | 76            |
| Anarchismus                                      | 55     | 4                   | 16               | 5                                     | 19                    | 6                      | 2                       | 3             |
| Religionen                                       | 153    | 3                   | 21               | 6                                     | 52                    | 16                     | 50                      | 5             |
| Volksbewegung                                    | 60     | 1                   | 5                | 2                                     | 13                    | 2                      | 34                      | 4             |
| Summe                                            | 2671   | 59                  | 719              | 321                                   | 852                   | 256                    | 385                     | 88            |
| Prozentualer Anteil                              | 100 %  | 2,3 %               | 26,9 %           | 22,7 %                                | 31,9 %                | 9,6 %                  | 14,4 %                  | 3,3 %         |

### Konversion ganzer Organisationen
Die Welle der Konversionen hatte zunächst inhaftierte Kommunisten mit sich gerissen und schwappte hiernach in die Öffentlichkeit hinüber, ablesbar an den freiwilligen Erklärungen linker Intellektueller, Literatenzirkel, Studentengruppierungen, liberaler Rechtsfakultäten an Universitäten, Gewerkschaften und Kulturverbände. Tenkō avancierte zur präventiven Geste der Zustimmung zu Staat, Nation, Kaiserhaus und den Kriegshandlungen der Kaiserlichen Armee in Ost- und Südostasien. Ab 1937 begannen ganze Organisationen sich auf diese Weise zu bekennen. Die Soziale Massenpartei (社会大衆党, Shakai taishūtō) beispielsweise, eine legale proletarische Partei, in der sich Jahre zuvor alle legalen linken Parteien vereinigt hatten, stellte sich in einem Akt der politischen Konversion nun öffentlich in den Dienst der nationalen Sache. Den Höhepunkt des tenkō ganzer Organisationen markierte das Jahr 1942 mit der Auflösung aller politischen Parteien und ihrer Verschmelzung zur Kaiserlichen Hilfsgesellschaft (大政翼賛会, Taisei yokusankai), mit der Japan de facto zum Ein-Parteien-Staat wurde.

## Erklärungsansätze
Die Ursachen des tenkō-Phänomens sind komplex und umstritten. Zur Erklärung werden in der Forschungsliteratur individual-, sozial- und kulturpsychologische Erklärungsansätze ebenso herangezogen wie ideengeschichtliche Betrachtungsweisen. Individuelle Motive der politischen Konvertiten und soziokulturelle oder ideengeschichtliche Charakteristika, die tenkō erleichterten, überlagerten und ergänzten sich oftmals.

### Externer Druck
Ein gängiger Erklärungsansatz verweist auf die Signifikanz externen Drucks. Die Soziologin Patricia G. Steinhoff unterscheidet hierbei physischen, psychologischen und sozialen Druck.
- Physischer Druck umfasst körperliche Gewalt durch Polizei und Gefängnispersonal sowie lebensbedrohliche Krankheiten aufgrund widriger Haftbedingungen.[33]
- Psychologischer Druck meint den Leidensdruck während des Gefängnisaufenthalts, welcher die Inhaftierten mit Todesfurcht, Zukunftsängsten und sozialer Isolation konfrontierte.[34]
- Sozialer Druck schließlich bezieht sich auf die Überredungsversuche durch Bezugspersonen; hierzu zählen bereits konvertierte Genossen, Familienmitglieder, Verwandte, ehemalige Schulfreunde und Lehrer, sowie Gefängnisärzte, Gefängnispriester und Strafbeamte.[35]

Einige Forscher werten physischen und psychologischen Druck als die entscheidenden Ursachen für politische Konversionen zahlreicher Sozialisten der 1930er Jahre. Ein klassisches Beispiel dieser Interpretation ist Honda Shūgo, der dem Kommunismus nach eigener Aussage „extrem nahe“ stand. Honda schreibt: „Die Hauptursache für tenkō war selbstredend externer Druck. Darunter fielen nicht nur Festnahme, Einkerkerung und Folter, sondern auch die Furcht, im schlimmsten Falle mit der Todesstrafe rechnen zu müssen, die eine Verschärfung des Gesetzes zur Aufrechterhaltung der öffentlichen Sicherheit ermöglicht hatte.“
Die Gegenposition vertritt der Historiker Henry DeWitt Smith, für den Polizeigewalt und Drohungen die „vielleicht am wenigsten überzeugende Erklärung“ (engl. „[p]erhaps the least persuasive explanation“) abgeben. Beides habe es freilich gegeben, doch allem Anschein nach seien sie im Umfang gering und verglichen mit anderen Techniken wenig wirksam gewesen.

### Gruppen- und Konsensorientierung
Mit der Frage der Signifikanz externen Drucks eng verbunden ist die Frage nach der Anfälligkeit japanischer Sozialisten für diese Druckmittel. Einige Forscher sehen die Wirksamkeit externen Drucks in soziokulturellen Besonderheiten der japanischen Gesellschaft begründet.
Patricia G. Steinhoff nennt diesbezüglich die traditionelle Konsensorientierung der japanischen Gesellschaft. Diese basiere auf den Ideen von Harmonie und Einheit und manifestiere sich in der Praxis beispielsweise in konsensorientierten Entscheidungsprozessen. Ferner gehöre hierzu die Vorstellung, das Wohlbefinden der Gruppe sei über die eigenen Wünsche, Bedürfnisse und Vorstellungen zu stellen. Die traditionelle Konsensorientierung, so Steinhoff, zeigte ihre Wirkung auch bei den Entscheidungen der politischen Konvertiten, ihre radikalen Überzeugungen zu widerrufen. Eine ähnliche Auffassung vertritt Richard H. Mitchell, demzufolge die politischen Konvertiten aufgrund einer traditionell hohen Homogenität, Gruppen- und Konsensorientierung der japanischen Gesellschaft besonders anfällig für externen Druck waren. Auch Tsurumi Shunsuke verweist auf Gruppensolidarität als Faktor in politischen Konversionen. Diese Solidarität führt er auf eine spezifisch japanische kulturelle Tradition der Insularität zurück.

### Nationalismus
Ein Erklärungsansatz hebt auf den Nationalismus der japanischen Sozialisten ab. Dies ist insofern bedeutsam, als die Regierungsbehörden Sozialismus als unvereinbar mit dem kokutai als Ausdruck des japanischen Nationalwesens einstuften. Eine politische Konversion aufgrund von Nationalismus war jedoch nicht gleichbedeutend mit einer Anpassung an die ideologische Position der Staatsmacht. Es kann hier zwischen Etatismus („Staatsnationalismus“) und ethnokulturellem („völkischem“) Nationalismus unterschieden werden, welcher sich staatskritisch gab, aber bisweilen dieselben nationalen Symbole und Spezifika beschwor.
Ethnonationalismus gewann in den 1920er- und 1930er-Jahren erheblich an Bedeutung in der sozialistischen Bewegung Japans, was der Historiker Henry DeWitt Smith auf geänderte geopolitische Bedingungen zurückführt. Sozialisten hatten ihre politischen Ideale unter der Prämisse des Internationalismus entwickelt, der sich nach dem Ersten Weltkrieg im Völkerbund materialisierte. Da Japan bis in die späten 1920er-Jahre kaum äußere Feinde zu fürchten hatte, lag der Fokus japanischer Sozialisten auf inneren Reformen. Internationale Beziehungen wurden lediglich mit der Metapher des Klassenkampfes analysiert. Dies änderte sich spätestens im Jahr 1931 mit dem Ausbruch der Mandschurei-Krise, welche eine Welle des Hurra-Patriotismus in Japan auslöste, die zahlreiche Sozialisten mitschwemmte und das Ende der Taishō-Demokratie einläutete, einer Phase liberaler und demokratischer Bestrebungen. Einige politischen Konvertiten wie Sano Manabu und Nabeyama Sadachika versuchten, die von Seiten des Staates zu Antagonismen erklärten Konzepte „Nationalismus“ und „Sozialismus“ in einem „nationalrevolutionären Sozialismus“ zusammenzuführen, der japanische Spezifika berücksichtigen sollte.

### Internalisierung
Einige Forscher sehen die tieferliegenden Ursachen für politische Konversionen in der oberflächlichen Rezeption moderner, westlicher Weltanschauungen in Japan. Die japanischen Sozialisten hätten demnach dem externen Druck stattgegeben, da sie die sozialistische Ideologie nicht ausreichend verinnerlichten.
Der Japanologe Fukuzawa Hiroomi spricht in diesem Zusammenhang von „aufgepfropften“ Begriffsapparaten. Anders als in Europa, wo Gelehrte die Wissenschaftssprache aus der jeweiligen Vernakularsprache abstrahierten, entstammte die marxistische Terminologie nicht „naturwüchsig“ der japanischen Umgangssprache, sondern wurde lediglich übersetzt und dabei „ziemlich wahllos“, so Fukuzawa, aus sinojapanischen Schriftzeichen „zusammengeflickt“. Die marxistischen Begriffe blieben dergestalt „abstraktes Zeichen“ und letztlich „ohne tiefere Bedeutung und Konsequenz“. Dies hatte nach Fukuzawa zur Folge, dass es nur geringes Druckes bedurfte, um bei den japanischen Sozialisten ein Abschütteln des marxistischen Begriffsapparates und der zugehörigen Weltanschauung auszulösen.

### Intellektualismus
Mitunter wird auch die Distanz zur einfachen Bevölkerung für individuelle tenkō-Entscheidungen speziell sozialistischer Intellektueller verantwortlich gemacht, die politischen Konversionen folglich als Anpassung an die Stimmung der Bevölkerung interpretiert.
Die sozialistische Bewegung allgemein und die KPJ besonders waren keineswegs Produkte einer Graswurzelbewegung, sondern mehrheitlich von jungen Intellektuellen getragen. In den Jahren 1926 und 1927 stellten Studenten knapp ein Viertel der Parteimitglieder; Intellektuelle machten Schätzungen zufolge mindestens die Hälfte aus. Den Intellektuellen wurde eine paradoxe Einstellung zur gewöhnlichen Bevölkerung nachgesagt. Einerseits ist die Rede von einer romantischen Verbundenheit zum Proletariat, andererseits von einem ausgeprägten Führungsanspruch. Diese beiden Pole gerieten ab Ende der 1920er-Jahre zunehmend in Konflikt, als die KPJ unter der Leitung der Komintern in Moskau 1928 mit der Forderung nach einer Abschaffung der Monarchie an die Öffentlichkeit ging und damit den in der Bevölkerung beliebten Kaiser frontal attackierte. Die Erkenntnis dieser Distanz der KPJ zur Stimmung in der einfachen Bevölkerung stellte die Sozialisten vor eine grundlegende Entscheidung. Entweder folgten sie der KPJ und damit der Komintern, oder der japanischen Arbeiterklasse. Beide Pfade wurden beschritten. „Die kommunistische Bewegung in Japan“, konstatiert Honda diesbezüglich, habe „die Neigung, sich in einen starren, ultralinken Idealismus und einen der Masse folgenden Opportunismus aufzuspalten.“

## Tenkō-Literatur

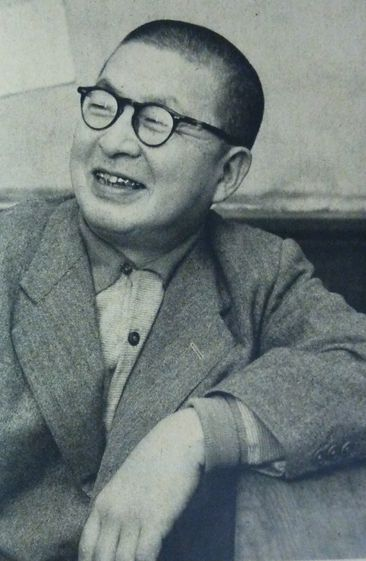
Murayama Tomoyoshi, Vertreter der tenkō-Literatur, im Jahr 1955

Als die Zahl der Abtrünnigen vom Kommunismus in den 1930er-Jahren sprunghaft anstieg, etablierte sich eine neue Romangattung, der nach ihrem Hauptthema die Bezeichnung tenkō-Literatur (転向文学, tenkō bungaku) aufgeprägt wurde. Bei den Autoren dieser Romane handelte es sich zumeist um ehemalige oder aktive Mitglieder der proletarischen Literaturbewegung (プロレタリア文学運動, puroretaria bungaku undō), welche die tiefgreifende Erfahrung ihrer politischen Konversion künstlerisch zu verarbeiten suchten. Prominente Beispiele der tenkō-Literatur sind die Kurzgeschichte „Helle Nacht“ (白夜, Byakuya; 1934) von Murayama Tomoyoshi und der Roman „Das Haus im Dorf“ (村の家, Mura no ie; 1935) von Nakano Shigeharu. Murayama war 1932 als einer der führenden Köpfe der proletarischen Literaturbewegung verhaftet worden, distanzierte sich im Folgejahr vom Marxismus und wurde 1934 aus der Haft entlassen. „Helle Nacht“ seziert die Psychologie der politischen Konversion, etwa wenn die Hauptfigur des Romans aus Gewissensbissen ob der eigenen Unzulänglichkeit im Angesicht externen Drucks sich mit mehrfachen Schlägen des Kopfes gegen die Zellenwand selbst Verletzungen zufügt. Nakano, ab 1931 Mitglied der KPJ, war ebenfalls 1932 wegen seines Engagements für die Proletarische Literaturbewegung verhaftet worden, sagte sich 1934 von der KPJ los und wurde 1934 aus der Haft entlassen. Sein Roman „Das Haus im Dorf“ thematisiert den Nachgang der politischen Konversion. Der Protagonist Benji sieht sich dabei beispielsweise mit der Kritik seines Vaters Magozō konfrontiert, ihm mangele es an Integrität.

## Prominente politische Konvertiten
- Hayashi Fusao (1903–1975), Schriftsteller
- Kamei Katsuichirō (1907–1966), Schriftsteller und Literaturkritiker
- Murayama Tomoyoshi (1901–1977), Schriftsteller
- Nabeyama Sadachika (1901–1979)
- Nakano Shigeharu (1902–1979), Schriftsteller
- Sano Manabu (1892–1953)